# Salomè Antonazzoni
Salomè Antonazzoni, även känd som 'Valeria Austori', död efter 1642, var en italiensk skådespelare och redaktör. 
Hon var syster till skådespelaren Francesco Antonazzoni och gifte sig med aktören Giovan Geronimo Favella. Hon var engagerad hos Flaminio Scala i Confidenti, som uppträdde i Lucca och Florens under beskydd av Giovanni de' Medici. Hon tillhörde sällskapets största attraktioner, och hennes rivalitet med den andra främsta kvinnliga stjärnan, hennes svägerska Marina Dorotea Antonazzoni, ledde till hennes avsked 1619, varefter Maria Malloni anställdes för att ersätta henne. Hon var sedan verksam vid sin makes sällskap i Neapel. 
Hon blev Italiens kanske första kvinnliga journalist, redaktör och tidningsutgivare när hon vid sin makes död 1642 övertog hans tryckpress och utvecklade hans pamflettblad till en tidning.